# Dendropemon caymanensis
Dendropemon caymanensis är en tvåhjärtbladig växtart som beskrevs av G.R. Proctor. Dendropemon caymanensis ingår i släktet Dendropemon och familjen Loranthaceae. Inga underarter finns listade i Catalogue of Life.